# Белобоцкий, Андрей Христофорович
Андрей Христофорович Белобоцкий (до принятия православия в 1682 году — Ян Белобоцкий, середина XVII в., Перемышль, Русское воеводство, Речь Посполитая — после 1712, вероятно Москва, Русское царство) — кальвинистский проповедник, впоследствии православный духовный писатель, поэт, философ-луллист и переводчик эпохи барокко, участник русского посольства в Китай.
Белобоцкий внёс значительный вклад в развитие польской, белорусской и русской культуры.

## Биография
Белобоцкий по происхождению был поляком из Перемышля. Окончил слуцкую кальвинистскую гимназию, Краковский университет. С 1665 путешествовал по Европе, учился во Франции, Италии, Испании, Фландрии. Был кальвинистским проповедником в Слуцке, преподавателем в Могилёве. Из-за преследования иезуитами переехал в Смоленск, а в 1681 — в Москву, где принял православие и православное имя Андрей (1682). Находился в конфронтации с Сильвестром Медведевым, который неоднократно предпринимал против него враждебные акции. В Москве женился, занимался переводческой и литературно-педагогической деятельностью, преподавал латынь. В 1685 диспутировал с братьями Лихудами. Находился в составе китайского посольства Ф. А. Головина как переводчик. В 1691 вернулся в Москву. О последнем периоде его жизни почти ничего не известно.

## Труды
- Исповедание веры (1681)
- О последовании Христу (1684—1685, перевод трактат Фомы Кемпийского О подражании Христу)
- Краткая беседа Милости со Истиной о Божием милосердии и мучении (1685, напечат. 1712)
- Пентатеугум, или пять книг кратких о четырёх вещах последних, о суете и жизни человека, поэма (1690, см.: )
- Риторика (1690)
- Великая наука Раймунда Луллия (1698)
- Книга философская (1699)

## Новейшие публикации
- Русская силлабическая поэзия XVII—XVIII вв./ Вступ. ст., подг. текста и примеч. А. М. Панченко. Л.: Советский писатель, 1970 (Библиотека поэта. Большая серия)

## Интересные факты
Белобоцкому посвящено стихотворение Льва Лосева (см.: ).